# 梓官区

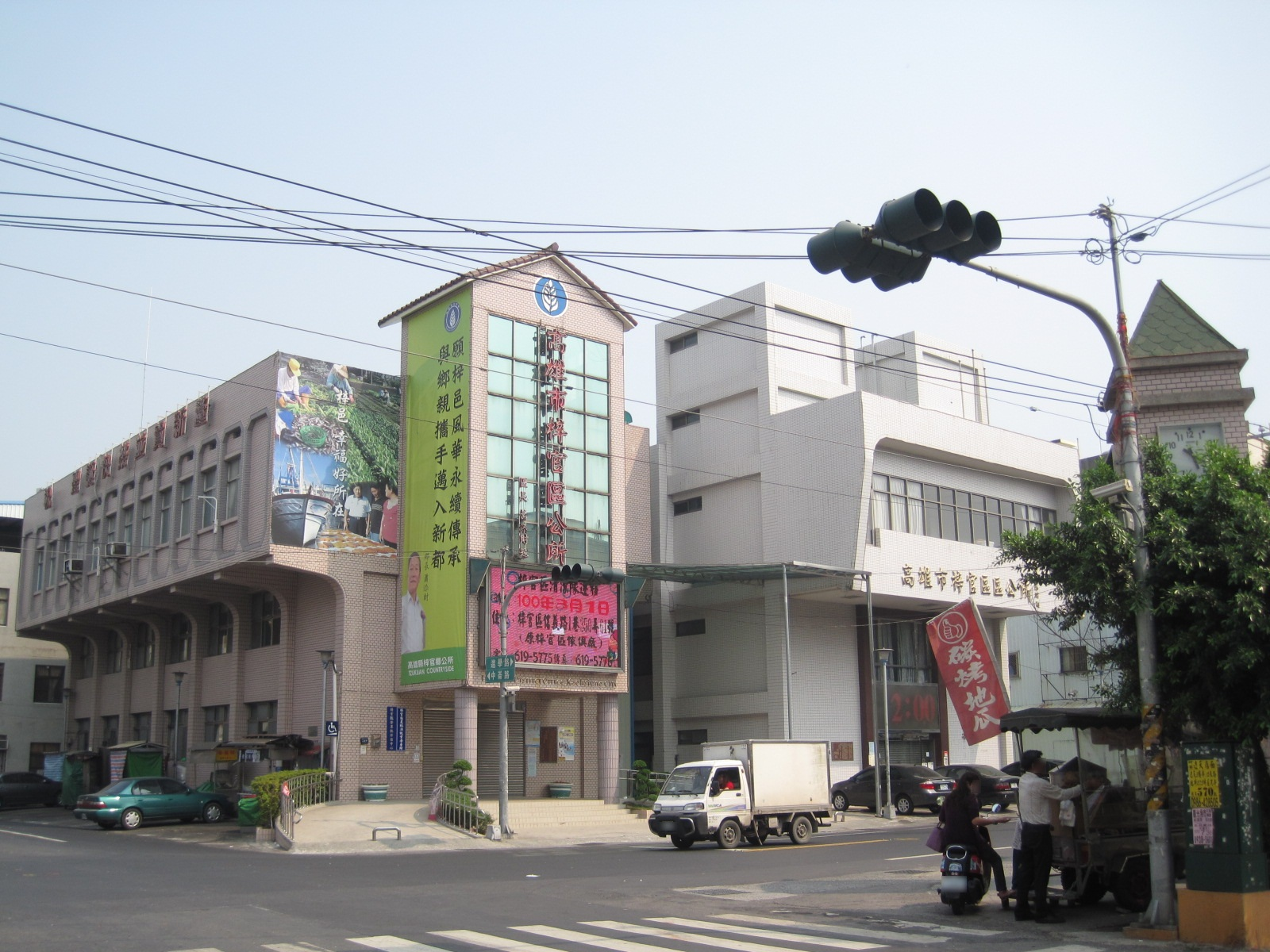
梓官区役所

梓官区（ズーグアン/しかん-く）は、高雄市の市轄区。

## 地理
梓官区は高雄市西部沿海に位置し、北は弥陀区と、東は橋頭区と、東北は岡山区と、南は楠梓区とそれぞれ接し、西は台湾海峡に面している。沿海の平原地帯に位置し地勢は平坦である。熱帯モンスーン気候に属し年間平均気温は23～25℃、年間降水量は1,500mmである。

## 歴史
梓官区の地名の由来は2説ある。1つは、鄭氏政権時代に福建省漳州の王梓が率いて入植した人々が王梓を「梓官」と呼んだことに由来するというものである。別説では「梓」は「木匠」を意味し、昔この地に造船業が発達し、船大工を「官」と尊称したことと関連し、この地に船大工が多く集まっていたことから「梓官」と命名されたと言われている。
日本統治時代初期はこの地に「梓官区」が設けられたが、1910年に「弥陀庄」へと編入され、1920年の台湾地方改制の際に高雄州岡山郡の管轄となった。台湾の中華民国への編入後は高雄県弥陀郷の一部とされたが、1951年4月に高雄県梓官郷として分割された。2010年12月25日に高雄県が高雄市に編入されたことに伴って梓官区となり、現在に至る。

## 行政区
| 里 |
| --- |
| 大舎里、中崙里、同安里、赤西里、赤東里、赤崁里、典宝里、信蚵里、茄苳里、梓平里、梓和里、梓信里、梓義里、智蚵里、礼蚵里 |

| 梓官区行政区画 |
| 中 崙 里 梓 信 里 梓 義 里 梓 和 里 梓 平 里 同 安 里 典 宝 里 大 舍 里 赤 崁 里 赤 東 里 赤 西 里 茄 冬 里 礼蚵里 智蚵里 信蚵里 |

## 歴代区長
| 代 | 氏名 | 退任日 |
| -- | ---- | ------ |

## 教育

### 国民中学
- 高雄市立梓官国民中学
- 高雄市立蚵寮国民中学

### 国民小学
- 高雄市立梓官国民小学
- 高雄市立蚵寮国民小学

## 交通
| 種別 | 路線名称 | その他 |
| ---- | -------- | ------ |
| 省道 | 台17線   |        |
| 省道 | 台19甲線 |        |

## 観光
- 蚵仔寮漁港
- 紅樹林茄苳渓保護区
- 赤崁古厝
- 同安張家古厝
- 通安宮
- 赤崁赤慈宮